# Bachar Ali Souleymane
Bachar Ali Souleymane, né le 1 janvier 1963 à Moussoro, est un militaire et homme politique tchadien. Il est ministre de l'Administration et du Territoire de 2011 à 2014 puis de 2016 à 2018.

## Biographie
Bachar Ali Souleymane nait le 1er janvier 1963 à Moussoro, dans la province du Barh el Gazel. Il obtient son baccalauréat en 1987.
Bachar Ali Souleymane est diplômé de l'École nationale d'administration et de magistrature (ENAM) en 2003, où il obtient un diplôme en diplomatie,.
Il commence sa carrière politique en 1989 en tant que député à l'Assemblée nationale, un mandat qu'il conserve jusqu'en 1996. Il occupe successivement les fonctions de sous-préfet et de préfet dans plusieurs départements du Tchad. De 2010 à 2011, il dirige la Police nationale en tant que directeur général. Par la suite, Bachar Ali Souleyman est ministre de l'Administration du territoire à deux reprises : de 2011 à 2014, dans les gouvernements Nadingar II et Dadnadji, puis de 2016 à 2018 dans le gouvernement Padacké II,. Il occupe également le poste de médiateur de la République.
De 2018 à 2020, Bachar Ali Souleymane est gouverneur de la province du Mayo-Kebbi Est. Il est gouverneur du Logone-Occidental de 2020 à 2021 et du Ouaddaï de 2021 à 2025.
Il occupe depuis janvier 2025 le poste de secrétaire général à la Primature du Tchad. Il remplace Youssouf Abassalah.